# Oksbøl Kirke

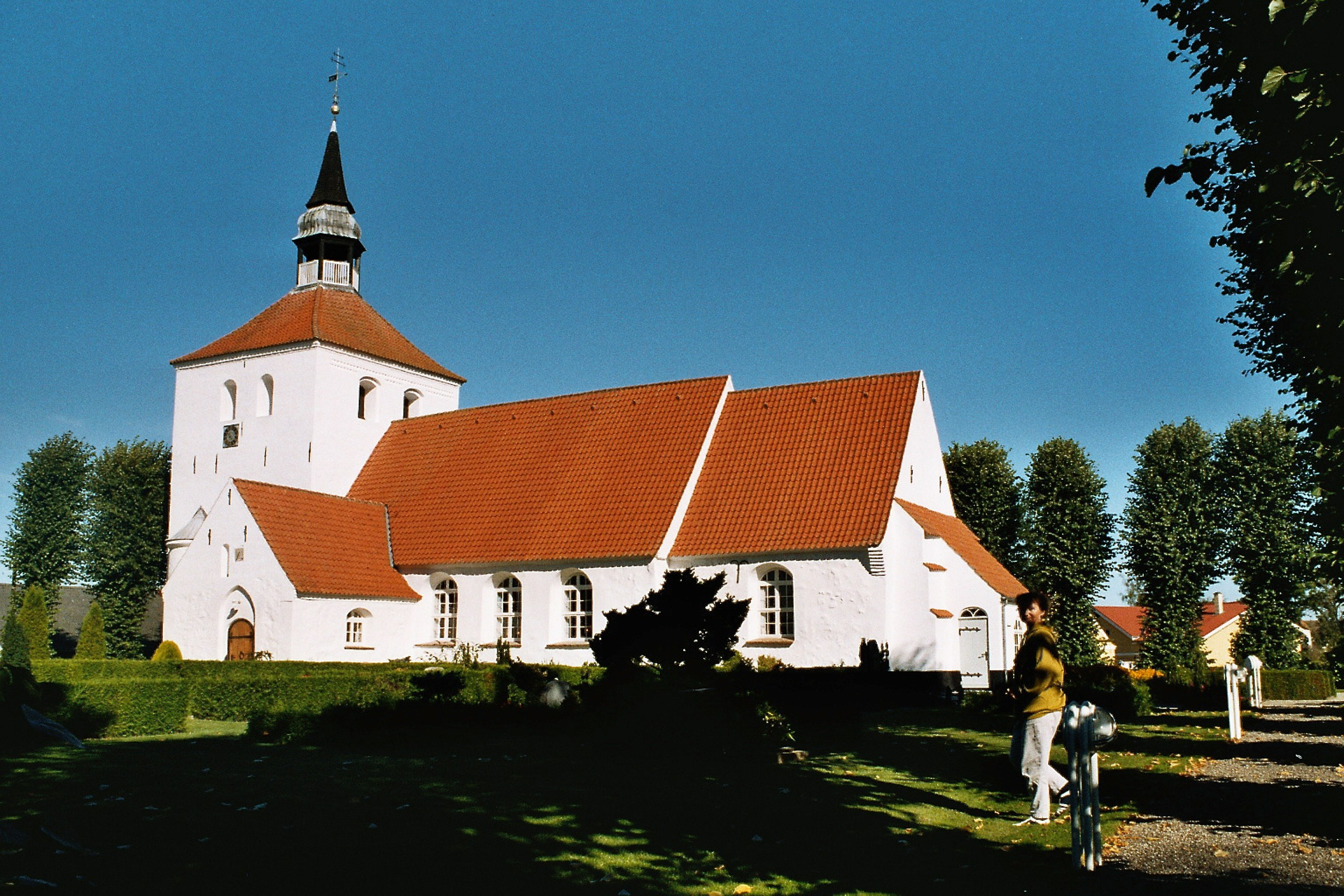
Oksbøl Kirke von Süden gesehen

Das Kirchspiel Oksbøl

Oksbøl Kirke ist die evangelisch-lutherische Kirche der kleinen dänischen Ortschaft Oksbøl (deutsch: Oxbüll) auf der Insel Alsen in Nordschleswig. Die Kirche ist Vor Frue (deutsch: Unserer Lieben Frau) geweiht und wurde Ende des 12. Jahrhunderts erbaut. Sie bildet zusammen mit der Kirche von Nordborg ein gemeinsames Pastorat der Dänischen Volkskirche und gehört heute zum Bistum Haderslev. Zum Kirchspiel Oksbøl gehören die Wohnstätten Broballe, Hardeshøj, Lusig, Lyngen, Mjels, Oksbøl, Steg und Stegsvig.

## Baugeschichte
Das romanische Kirchenschiff wurde Ende des 12. Jahrhunderts aus Feldsteinen auf Granitquadern errichtet. Das Chorgewölbe ist spätgotisch. Der Turm wurde im 15. Jahrhundert hinzugefügt. Auf seiner Westmauer ist die Jahreszahl 1593 in Form von Mauerankern angegeben, die von einer Instandsetzung stammen. Das heutige pyramidenförmige Turmdach stammt von 1775. Das Waffenhaus an der Südmauer ist spätmittelalterlich, die kleine Sakristei stammt aus dem 18. Jahrhundert. An der Nordseite der Kirche wurde 1697 eine Grabkapelle für Peter Enwaldt (1627–1697) und seine Frau, die Pächter von Mjelsgaard, errichtet.

## Ausstattung

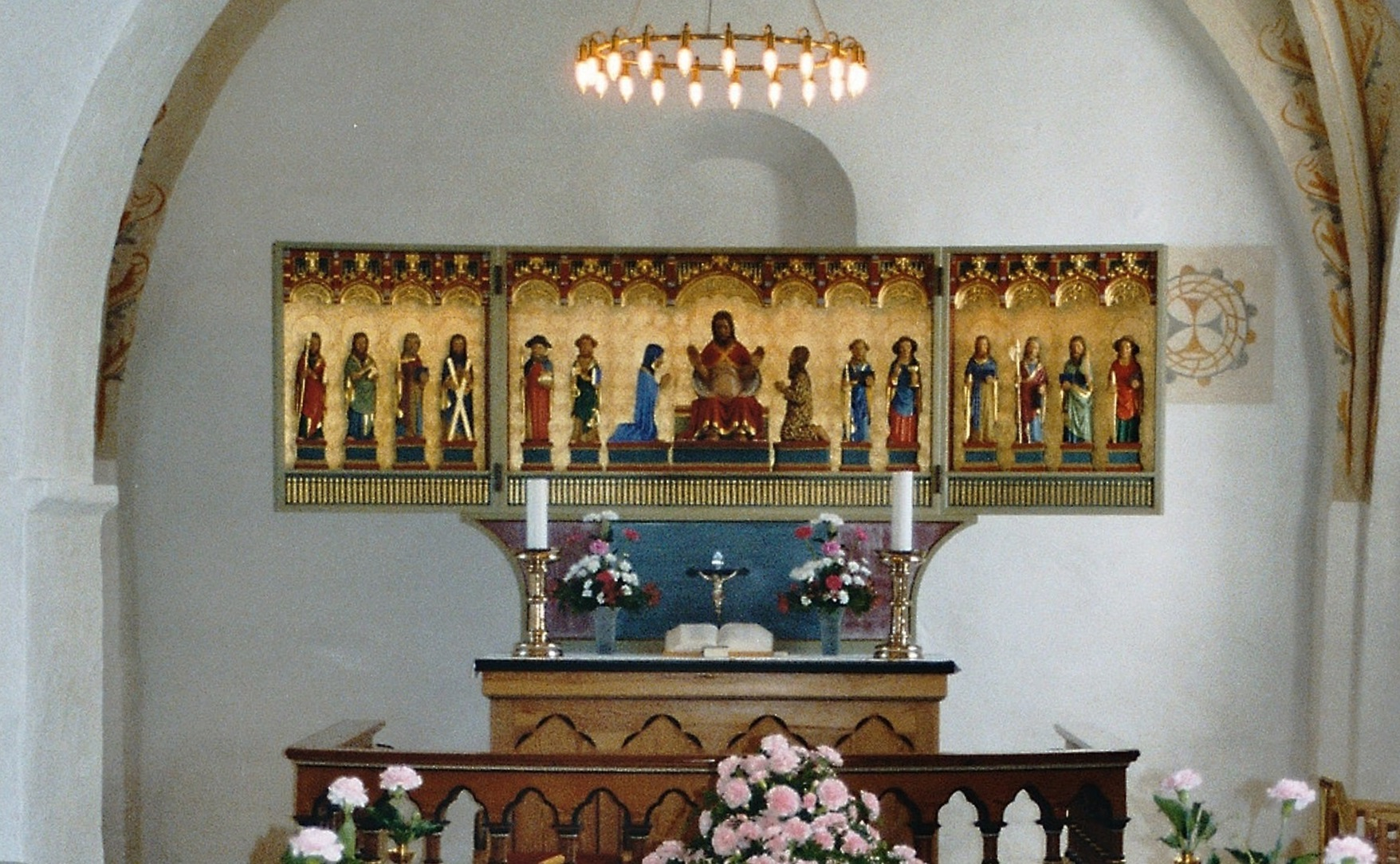
Der Altar aus dem 15. Jahrhundert

Der gotische Flügelaltar aus der ersten Hälfte des 15. Jahrhunderts stammt aus derselben Werkstatt wie die Altäre der Kirchen in Hørup und Tandslet auf Alsen. Die Schnitzfiguren im Mittelschrein stellen Christus als Weltenrichter dar, flankiert von Maria und Johannes dem Täufer, sowie jeweils zwei Aposteln links und rechts; auf den beiden Seitenflügeln sind noch einmal jeweils vier Apostel dargestellt. Im 19. Jahrhundert entsprach dieses Retabel nicht mehr dem Zeitgeschmack. Es wurde 1852 abgebaut und durch ein Altarbild von Carl Balsgaard ersetzt, das Mariae Verkündigung zeigte, eine Kopie nach einem Gemälde von Agostino Masucci in der damaligen königlichen Malereisammlung. Der Kunsthistoriker Richard Haupt rettete in den 1890er Jahren die inzwischen über die ganze Kirche verteilten Einzelstücke des Altars und brachte sie ins Städtische Museum Flensburg. Von dort kam der Altar 1920 ins Museum Schloss Sonderburg und auf Wunsch des Kirchengemeinderates 1957 nach einer Restaurierung wieder zurück in die Kirche.
Die Kanzel wurde ca. 1625–1630 von Jörgen Ringnis im Knorpel-Stil geschnitzt. Sie zeigt in ihren Friesfeldern von links nach rechts die Opferung Isaaks, die eherne Schlange, Christi Kreuzigung, Auferstehung und Himmelfahrt. Die Friesfelder werden seitlich von Holzpfeilern begrenzt, die als Hermen gestaltet sind und allegorische Figuren zeigen: Frau mit Buch, Hoffnung, Liebe, Gerechtigkeit, Stärke, Klugheit, Maßhalten, Mann ohne Attribut und die „Urgroßmutter des Teufels“ (dän. Fandens oldemor), eine ältere Frau mit verzerrtem Gesicht, Flügeln und Hängebrüsten.
Das hölzerne Taufbecken von 1692 besteht aus einem Wasserbassin auf einer Säule, die ein Putto umklammert. 1889 wurde es zugunsten eines neugotischen Sandstein-Taufbeckens außer Dienst gestellt, jedoch 1981 restauriert und wieder in Benutzung genommen. Das barocke Taufbecken war ein Geschenk des Pächterehepaares Peter und Eva Maria Enwaldt, die der Kirche auch 1697 einen 1642 hergestellten großen Kronleuchter aus dem Kloster Dalum bei Odense schenkten. Ebenso schenkte Peter Enwaldt der Kirche 1695 frühgotisches Abendmahlsgerät (Kelch und Schale) von ca. 1325; dieses wurde jedoch beim Brand des Pfarrhofes 1913 zerstört und im folgenden Jahr durch Neuanschaffungen ersetzt.
Die beiden Glocken der Kirche stammen aus den Jahren 1566 (von Michel Dibler, Flensburg) und 1639 (von Peter Melchiorsen, Husum). Die zuletzt genannte Glocke musste 1917 im Ersten Weltkrieg abgegeben werden, blieb aber erhalten und kam 1919 zurück. Bei einer größeren Restaurierung der Kirche 1993–1994 wurden Kalkmalereien freigelegt.

## Orgel

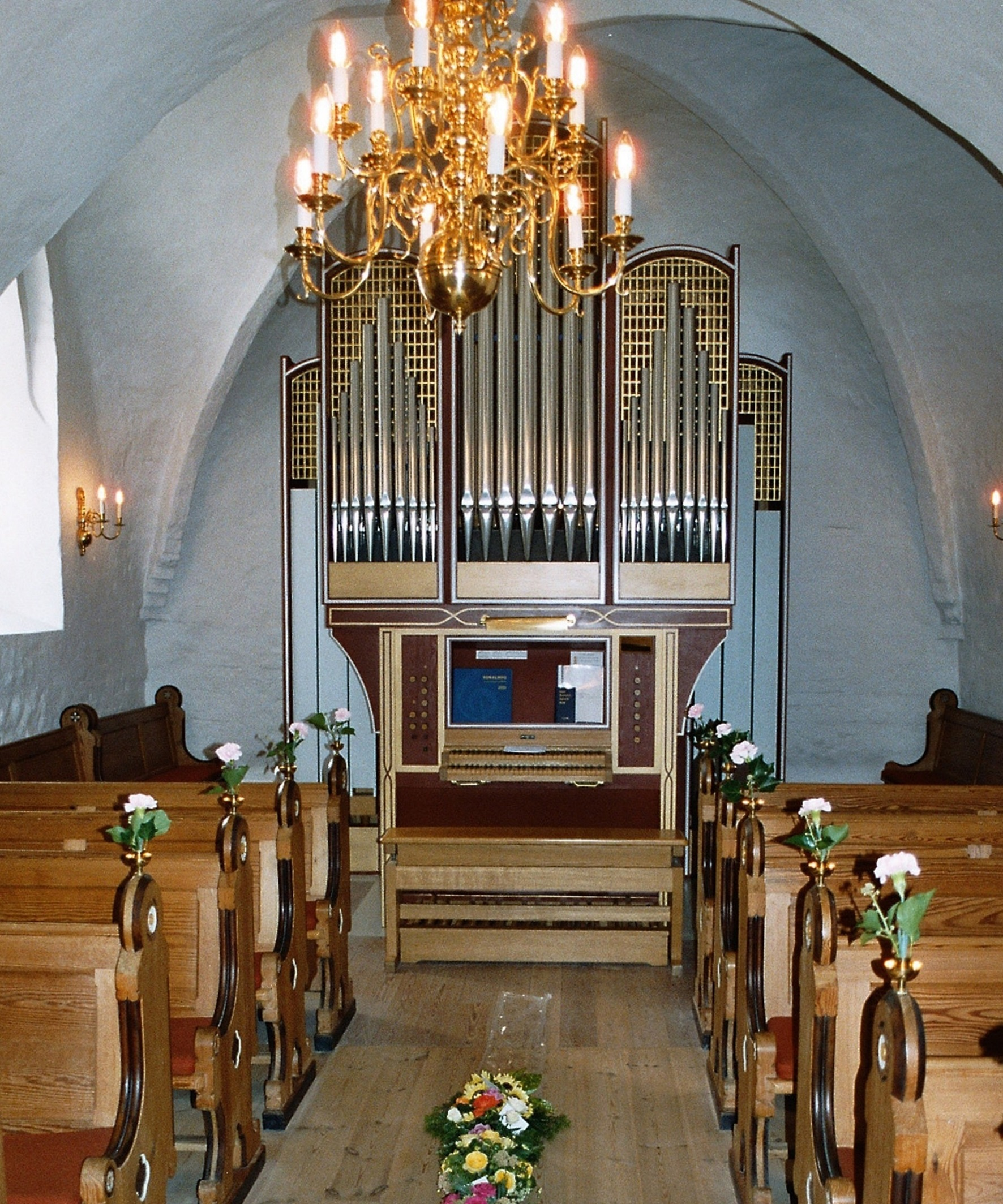
Blick auf die Marcussen-Orgel

Die erste Orgel der Kirche stammte von Marcussen & Søn aus dem Jahr 1853 und hatte vier Register samt Oktavkoppel. 1937 wurde sie durch eine neue einmanualige Orgel derselben Firma, damals geleitet von Sybrand Zachariassen, mit acht Registern ersetzt. 1988 wurde die heutige Orgel, wiederum von Marcussen & Søn, mit folgender Disposition gebaut (II/P/12):
| I Hovedværk C–g3 |               |    |
| 1.               | Principal     | 8′ |
| 2.               | Tragtgamba    | 8′ |
| 3.               | Oktav         | 4′ |
| 4.               | Oktav         | 2′ |
| 5.               | Mixtur III–IV |    |
| 6.               | Trompet       | 8′ |

| II Svelleværk C–g3 |                |    |
| 7.                 | Gedakt         | 8′ |
| 8.                 | Spilfløjte     | 4′ |
| 9.                 | Waldfløjte     | 2′ |
| 10.                | Cornet III B/D |    |
|                    | Tremulant      |    |

| Pedal C–f1 |        |     |
| 11.        | Subbas | 16′ |
| 12.        | Oktav  | 8′  |

- Koppeln: II/I, I/P, II/P
- Traktur: Schleifladen, vollmechanisch

„Tragtgamba“ ist dänisch für „Trichtergamba“, also eine trichterförmige Bauweise des Registers Viola da gamba.

## Ursprungssage

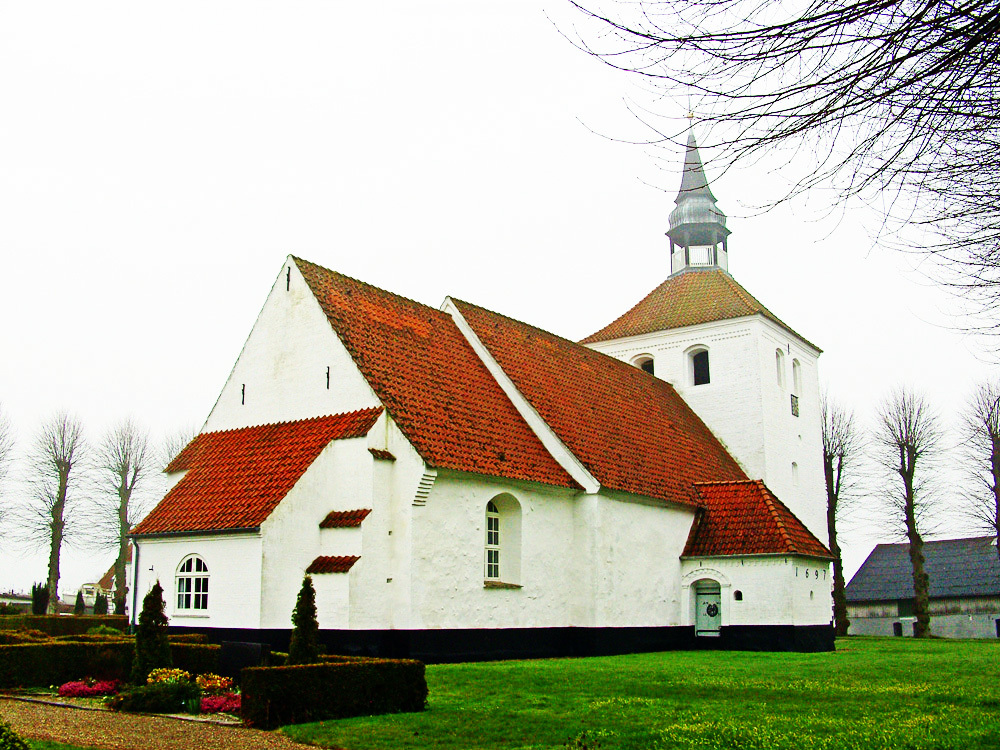
Oksbøl Kirke von Nordosten gesehen

Eine alte Sage erzählt: Als die Dorfbewohner eine Kirche bauen wollten, konnten sie sich nicht auf eine Stelle einigen. Ein Mann machte nach einem Traum den Vorschlag, man sollte einem Ochsen einen Balken auf den Rücken binden und ihn aufs Feld hinausjagen. Dort, wo er am nächsten Tag stand und brüllte, sollte die Kirche stehen. So sei es dann auch geschehen. Diese Sage sollte sowohl die Lage der Kirche erklären, die sich nicht zentral im Ort befindet, als auch den Ortsnamen selbst, der hier als Oksbrøl („Ochsengebrüll“) gedeutet wird. Tatsächlich bedeutet Oksbøl aber so viel wie „Dorf um einen ausgesiedelten Hof (dän. udflyttergård) mit Ochsen“, denn die Ortsnamen-Endung -büll bezeichnet oft die Tochtersiedlung eines bereits bestehenden Ortes.